# NGC 7798
NGC 7798 este o galaxie situată în constelația Pegas. A fost descoperită în 18 septembrie 1784 de către William Herschel. Se află la o distanță de 35,4 de megaparseci de Pământ.